# MTV Classic (canal de televisão britânico e irlandês)
MTV Classic foi um canal britânico de televisão paga da Paramount Networks UK & Australia que exibia videoclipes desde os anos 60 e especiais de música. Foi lançado como parte do conjunto de canais digitais de música da MTV em 1º de julho de 1999 no Reino Unido e na Irlanda como VH1 Classic, e posteriormente renomeado como MTV Classic em 1º de março de 2010. De 2013 até 2021, o canal era temporariamente renomeado como MTV Xmas durante os meses de novembro e dezembro, e passava programas e videoclipes com temática natalina na programação.
Em 31 de março de 2022, o canal foi fechado e substituído pela versão local do MTV 80s.
O primeiro videoclipe exibido no canal (tanto no VH1 Classic quanto no MTV Classic) foi "Video Killed the Radio Star" do The Buggles, cujo também foi o primeiro videoclipe exibido na MTV original em 1981.

## História
Desde a reformulação do canal como MTV Classic, a Viacom (atualmente Paramount Global) reformulou outros canais internacionais com o mesmo nome. No dia 1º de maio de 2010, o VH1 Australia foi reformulado como MTV Classic, e no dia 10 de janeiro de 2011, a MTV Networks Europe lançou a versão Italiana do mesmo canal, substituindo o canal MTV Gold.
A partir do dia 6 de março de 2012, o canal começou a reproduzir seu conteúdo em widescreen.
No dia 15 de março de 2022, a MTV anunciou que o MTV Classic e o MTV Base seriam fechados no dia 31 do mesmo mês e substituídos por versões locais dos canais MTV 80s e MTV 90s, respectivamente. O último videoclipe exibido no canal foi "Goodbye" do grupo Spice Girls.

## Reformulações temporárias
A Viacom ocasionalmente reformulava a MTV Classic para um nome diferente para exibir diferentes tipos de música.
- MTV Xmas: De 23 de novembro até 27 de dezembro, o canal era temporariamente reformulado como MTV Xmas, exibindo em sua programação somente videoclipes com temática natalina. A primeira reformulação aconteceu em 2013 e seguiu nos anos seguintes até 2021.
- MTV Summer: De 1º de agosto até 1º de setembro de 2014, o canal foi temporariamente reformulado como MTV Summer, exibindo em sua programação somente músicas com temática verão. Isso aconteceu de novo no ano seguinte, de 29 de junho até 3 de agosto de 2015, substituindo o MTV Pride.
- MTV Love: De 29 de janeiro até 16 de fevereiro de 2015, o canal foi temporariamente reformulado como MTV Love, exibindo em sua programação somente músicas românticas. Essa reformulação também foi usada como substituição temporária do canal Viva até a reformulação oficial do canal como MTV OMG em março de 2018.
- MTV Pride: De 27 a 29 de junho de 2015, o canal foi temporariamente reformulado como MTV Pride coincidindo com o fim de semana da parada do Orgulho LGBT+ em Londres, passando videoclipes de ícones da sigla como Madonna, Kylie Minogue, Lady Gaga, Britney Spears, Cyndi Lauper, Donna Summer, Cher e Pink. Esse canal foi posteriormente substituído pelo MTV Summer em 2015, e foi repetido em 2016 nos dias 24 até 27 de junho. A reformulação foi transferida pro canal MTV OMG durante os anos de 2018 até 2020, e retornou a MTV Classic durante os dias 6 até 13 de setembro de 2021.
- MTV 90s: De 27 de maio até 24 de junho de 2016, o canal foi temporariamente reformulado como MTV 90s, exibindo videoclipes e algumas séries da Nickelodeon da década de 1990. Essa reformulação se tornou um canal definitivo na Europa no dia 5 de outubro de 2020, substituindo o canal MTV Rocks. Após 5 anos de hiatus, o canal retornou permanentemente no Reino Unido no dia 31 de março de 2022, substituindo o MTV Base.
- MTV 80s: De 28 de fevereiro até 31 de março de 2020, o canal foi temporariamente reformulado como MTV 80s, exibindo videoclipes da década de 1980 semelhantemente como o MTV 90s. O canal foi permanentemente lançado na Nova Zelândia no dia 6 de julho de 2020 substituindo a versão Australiana do MTV Classic, e posteriormente na Europa no dia 5 de outubro de 2020 substituindo o VH1 Classic Europe. O canal retornou no Reino Unido no dia 31 de março de 2022 permanentemente.

## Logos

Logo original do VH1 Classic, usado durante 1º de julho de 1999 até 1º de março de 2010.
Primeiro logo do MTV Classic, usado durante 1º de março de 2010 até 1º de julho de 2011.
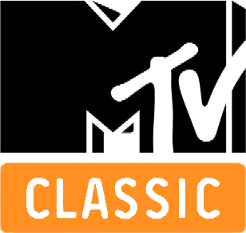
Segundo logo, usado durante 1º de julho de 2011 até 1º de outubro de 2013.
Terceiro logo, usado durante 1º de outubro de 2013 até 5 de abril de 2017.
Quarto logo, usado durante 5 de abril de 2017 até 14 de setembro de 2021.
Quinto e último logo, usado durante 14 de setembro de 2021 até 31 de março de 2022.
Logo do MTV Xmas durante os anos de 2013 até 2016.

A identidade visual do MTV Classic era similar com os visuais dos canais internacionais da MTV. O MTV Classic utilizou o novo logo da MTV junto de vinhetas específicas feitas pro canal por ICC. A nova identidade também foi utilizada em outros canais do MTV Classic mundialmente incluindo o MTV Classic Australia, que foi lançada em maio de 2010. No dia 14 de setembro de 2021, foi revelado uma nova identidade visual e nova logo do canal como parte da reformulação global de 2021 da MTV.